# Beijing Luba
Der Beijing Luba ist ein Geländewagen der chinesischen Marke Beijing.

## Beschreibung
Beijing Automobile Works stellte dieses Modell von 2002 bis 2017 her. Es ist je nach Quelle eine Lizenz oder eine Kopie des Toyota Land Cruiser. Die einzige bekannte Karosseriebauform ist ein Kombi mit vier Türen. Unbestätigten Angaben zufolge gab es auf gleicher Basis den Pick-up Beijing Yueling.
2002 gab es nur die Ausführung BJ 2032 Z3C2U1. Sein V6-Motor hatte 3,4 Liter Hubraum und leistete 185 PS. Das Fahrzeug hatte Allradantrieb.
2003 kamen fünf neue Versionen: BJ 2032 Z3C2U2 mit 3 Liter und 160 PS, BJ 232 Z3C1U1 mit 2,7 Liter und 150 PS sowie BJ 2032 Z3C1U2 mit 2,35 Liter und 130 PS, alle mit Allradantrieb, und dazu BJ 6470 Z3C2 mit 3 Liter und 150 PS sowie BJ 6470 Z3C1 mit 2,35 Liter und 130 PS, beide mit Zweiradantrieb.
2006 wurde die Front überarbeitet.
Eine andere Quelle nennt für das 2008er Modelljahr vier Motorisierungen: einen Vierzylindermotor mit 2351 cm³ Hubraum und 96 kW aus einheimischer Produktion, mit 2693 cm³ Hubraum und 110 kW, mit 2960 cm³ Hubraum und 118 kW sowie mit 3378 cm³ Hubraum und 136 kW. Sie bestätigt die Codes BJ 2032 und BJ 6470 und nennt die Modelle Luba S100 mit den Zusätzen 2400, 2700, 3000 und 3400 für den aufgerundeten Hubraum.
Der Radstand beträgt 2675 mm. Die Fahrzeuge sind zwischen 4752 mm und 4795 mm lang, zwischen 1835 mm und 1840 breit und 1925 mm hoch. Das Leergewicht ist mit 1870 kg angegeben.

## Zulassungszahlen in China
Eine Quelle nennt 2394 produzierte Fahrzeuge für 2006 und 1507 für das Folgejahr.
Eine andere Quelle gibt die Neuzulassungen pro Jahr in China an. 2005 waren es 3261 Fahrzeuge und in den Jahren danach 2892, 5688, 8719, 4073, 2195, 984, 360, 318, 62, 34, 28 und 10 im letzten Verkaufsjahr 2017.